# Zosima gilliana
Zosima gilliana är en flockblommig växtart som beskrevs av Karl Heinz Rechinger och Harald Harold Udo von Riedl. Zosima gilliana ingår i släktet Zosima och familjen flockblommiga växter. Inga underarter finns listade i Catalogue of Life.